# Société Franco-Belge

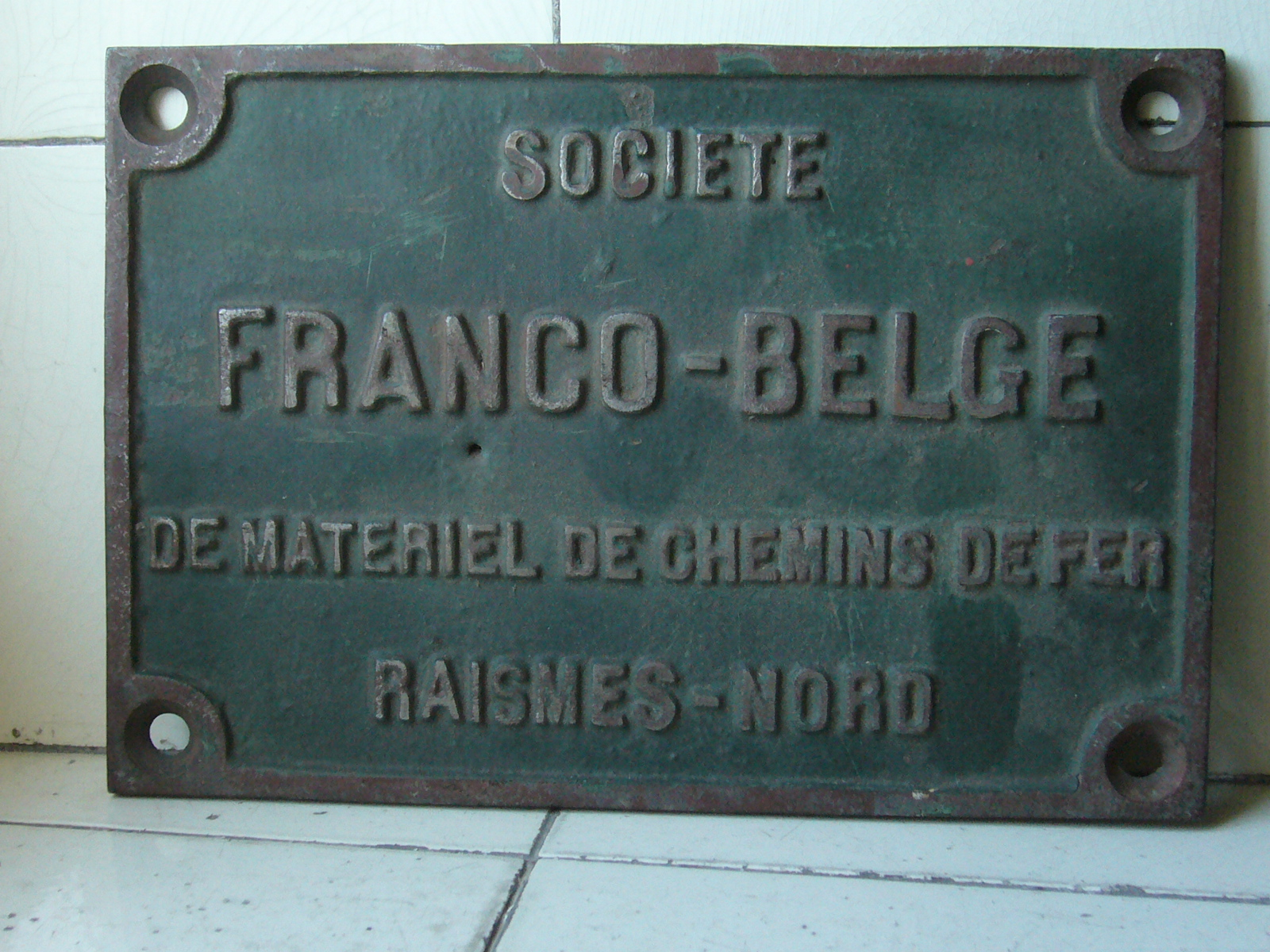
Firmenschild

Die Société Franco-Belge de Matériel de Chemins de Fer war ein französisches Maschinenbau-Unternehmen, das sich hauptsächlich auf den Bau von Schienenfahrzeugen sowie deren Komponenten und Zubehör spezialisiert hatte. Firmensitz war Raismes bei Valenciennes im Département Nord.

## Vorgeschichte

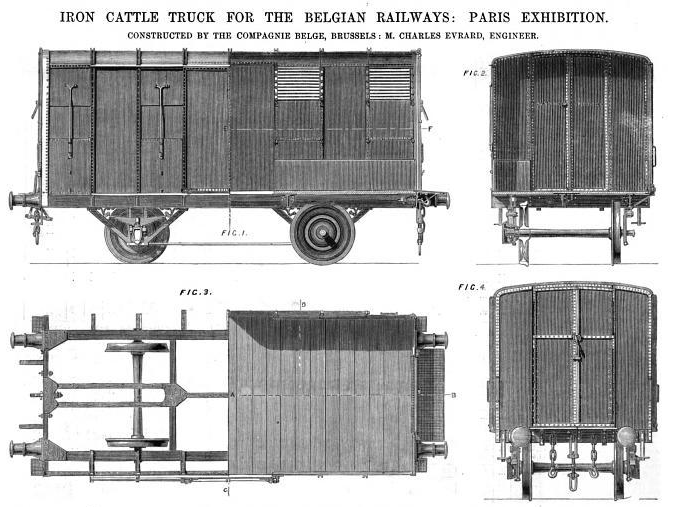
Auf der Weltausstellung 1867 gezeigter Viehwagen

Im Jahr 1859 kaufte der belgische Unternehmer Charles Evrard die Firma Parmentier Freres et Cie aus La Croyère (bei La Louvière) auf. Er vereinigte sie mit seinen in Brüssel ansässigen Établissements Charles Évrard zur Compagnie Belge pour la Construction de Matériel de Chemins de Fer mit einem Kapital von 1 Million Francs. Auf der Weltausstellung des Jahres 1867 zeigte diese eine Lokomotive, Personen- und Güterwagen sowie einen Schienendampfkran. 1872 bestellte die Grand Central Belge eine Lokomotive der Bauart Meyer, die vor Auslieferung auf der Weltausstellung 1873 in Wien ausgestellt wurde.
Ab 1876 wurden auch Dampftriebwagen hergestellt, ab 1880 nach Lizenz Rowan, die gemeinsam mit Borsig erworben wurde. Bis 1891 entstanden bei beiden Unternehmen etwa 85 drei- und vierachsige Rowan-Straßen- und Nebenbahnen. Der erste dieser Triebwagen war ein Doppelstockwagen mit vier Achsen für 98 Passagiere, davon 8 in der ersten, 30 in der zweiten und 60 in der dritten Klasse im offenen Oberstock.

## Geschichte
Am 15. September 1881 ging die Firma in der Société Anonyme pour la Construction de Machines et Matériel de Chemins de Fer auf, an der die Banque franco-égyptienne beteiligt wurde. Die Fabrik in Brüssel wurde in jenem Jahr geschlossen. Neben La Croyère entstand, um französischen Protektionismus zu unterlaufen, 1882 ein zweites Werk in Raismes in Nordfrankreich. Dort wurden zunächst nur in Belgien gefertigte Teile zusammengesetzt.
Charles Evrard starb im Jahr 1896. 1911 wurde die Firma in Société Franco-Belge de Matérial de Chemins de Fer umbenannt. Die hergestellten Lokomotiven und Eisenbahnwagen wurden nicht nur nach Frankreich und Belgien, sondern auch in asiatische, afrikanische und südamerikanische Länder verkauft. 1900 bekam die Gesellschaft sogar einen Auftrag von der britischen Barry Railway. Dies waren zugleich fünf von insgesamt nur acht Dampflokomotiven die jemals von französischen oder belgischen Unternehmen für das Vereinigte Königreich gebaut wurden. Ein Exemplar davon wurde auf der Weltausstellung Paris 1900 gezeigt. Bis 1914 wurden jährlich rund 50 Lokomotiven und mehr als 1500 Wagen gebaut. Hatten bis dahin Belgier den Vorstand des Unternehmens dominiert, so änderten sich die Eigentumsverhältnisse fortan zugunsten der Franzosen. Während des Ersten Weltkriegs sollte das Werk in Reismes Reparaturarbeiten für die deutschen Besatzer durchführen. Da dies verweigert wurde, wurde es vorübergehend zu einem Sägewerk umfunktioniert.
1927 wurde das Unternehmen in die Société Franco-Belge de Matériel de Chemins de Fer (mit Firmensitz im französischen Raismes) und die mit englischem Kapital gestützte Société Anglo-Franco-Belge de Matériel de Chemins de Fer (SAFB) (Sitz im belgischen La Croyère) aufgespalten.

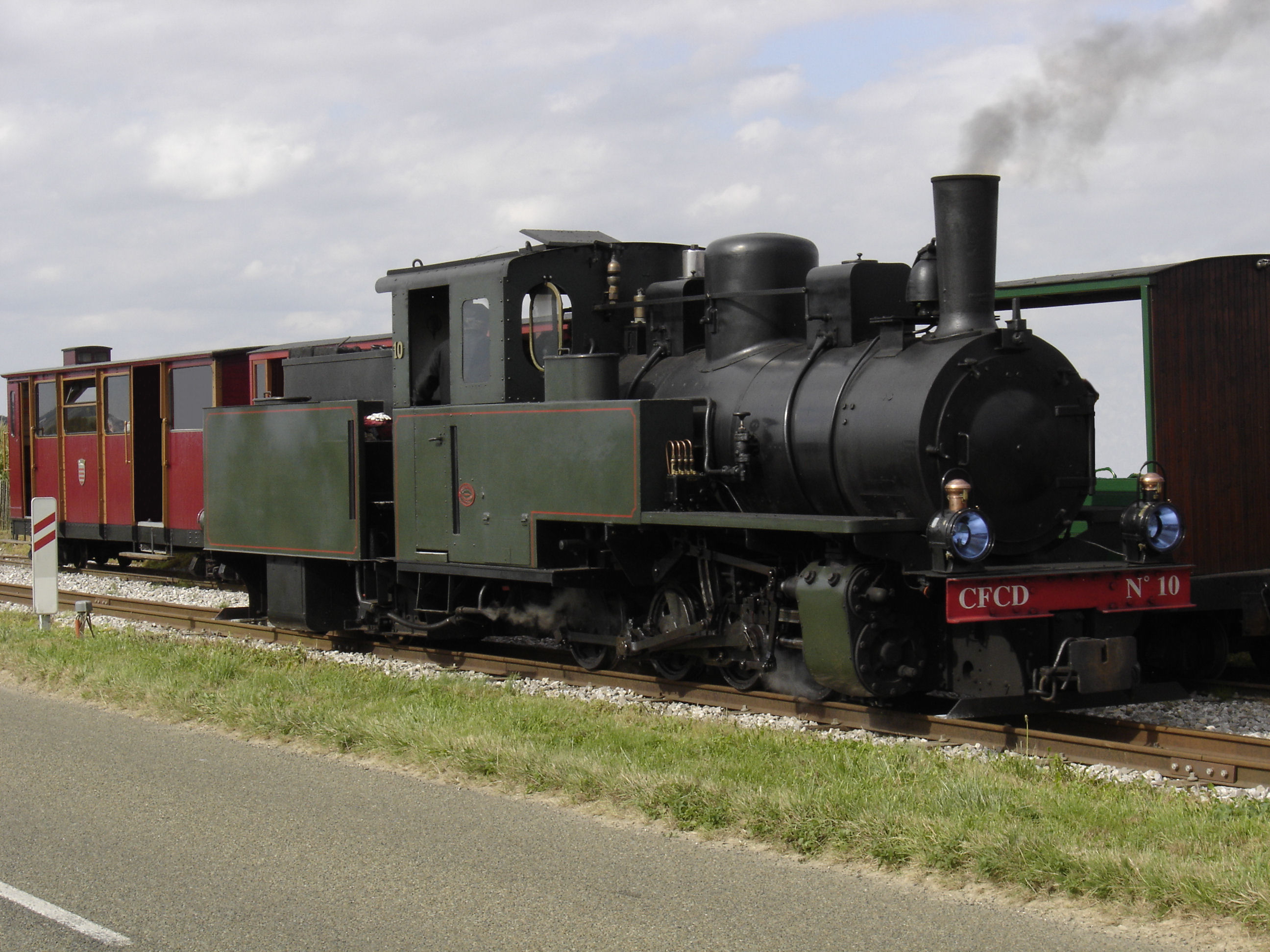
1945 in Raismes gebaute Franco-Belge 040 KDL N° 10 bei der Museumsbahn Chemin de fer Froissy-Dompierre (CFCD)

In den 1930er Jahren baute die Société Franco-Belge de Matériel de Chemins de Fer in Raismes unter anderem Garratt-Lokomotiven für die algerischen Strecken der französischen Compagnie Paris-Lyon-Méditerranée und Wagen für den Zug des äthiopischen Herrschers Haile Selassie.
Während der Deutschen Besetzung Frankreichs im Zweiten Weltkrieg wurden im Werk Raismes deutsche Lokomotiven repariert. Dessen Direktor Gilbert Bostsarron schloss sich 1941 der Résistance an. Als Mitglied der Widerstandsgruppe „Cohors“ im Département Nord warb er in seinem Werk Agenten für Nachrichtendienste und Sabotageakte an. Am 14. Dezember 1943 wurde er von den deutschen Besatzern verhaftet und am 20. Januar 1944 hingerichtet.
Für die Indian Railways entstanden in den frühen 1950er Jahren mehr als 80 Güterzugloks der Class WG. In den 1970er Jahren wurden in Raismes mehrere hundert Corail-Wagen für die SNCF und 118 U-Bahn-Wagen für die Metropolitan Atlanta Rapid Transit Authority im US-amerikanischen Atlanta gebaut.
1982 ging die Société Franco-Belge de Matériel de Chemins de Fer im Bahnkonzern Alsthom (seit 1998: Alstom) auf. In dessen Werk in Petite-Forêt nahe Raismes werden U-Bahn-Züge, Straßenbahnfahrzeuge und Doppelstockwagen gebaut.

## Société Anglo-Franco-Belge (AFB)

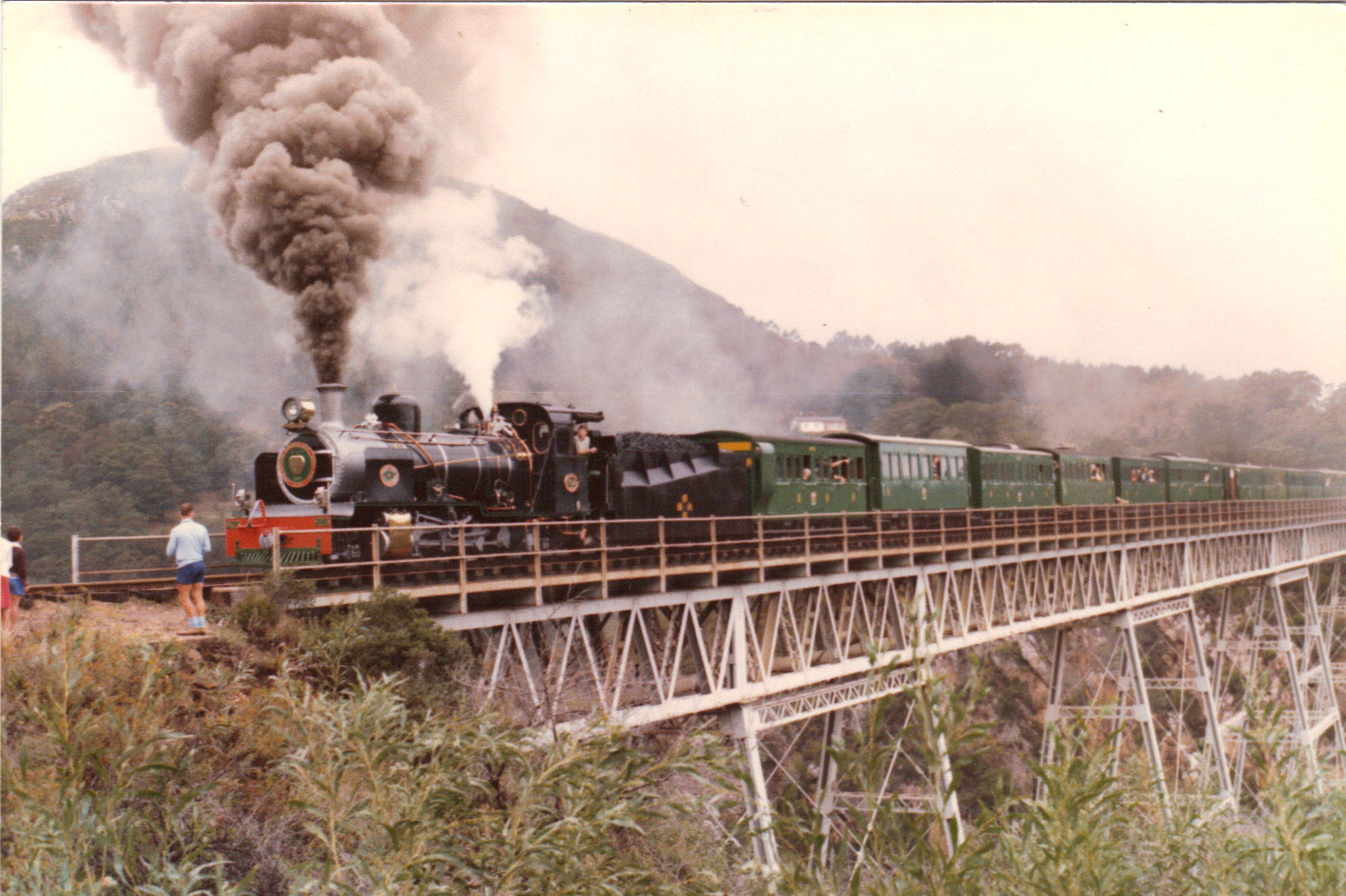
1952 in La Croyère gebaute Schlepptenderlokomotive NG124 der südafrikanischen Baureihe NG 15

Die belgische Société Anonyme Anglo-Franco-Belge des Ateliers de la Croyère, Seneffe et Godarville (AFB) entstand 1939 durch den Erwerb zweier metallverarbeitender Fabriken in Seneffe und Godarville durch die SAFB. Während der Deutschen Besetzung Belgiens im Zweiten Weltkrieg baute das Unternehmen für die Deutsche Reichsbahn mehr als 100 Kriegsdampflokomotiven (KDL) und führte in deren Auftrag Reparaturen durch.

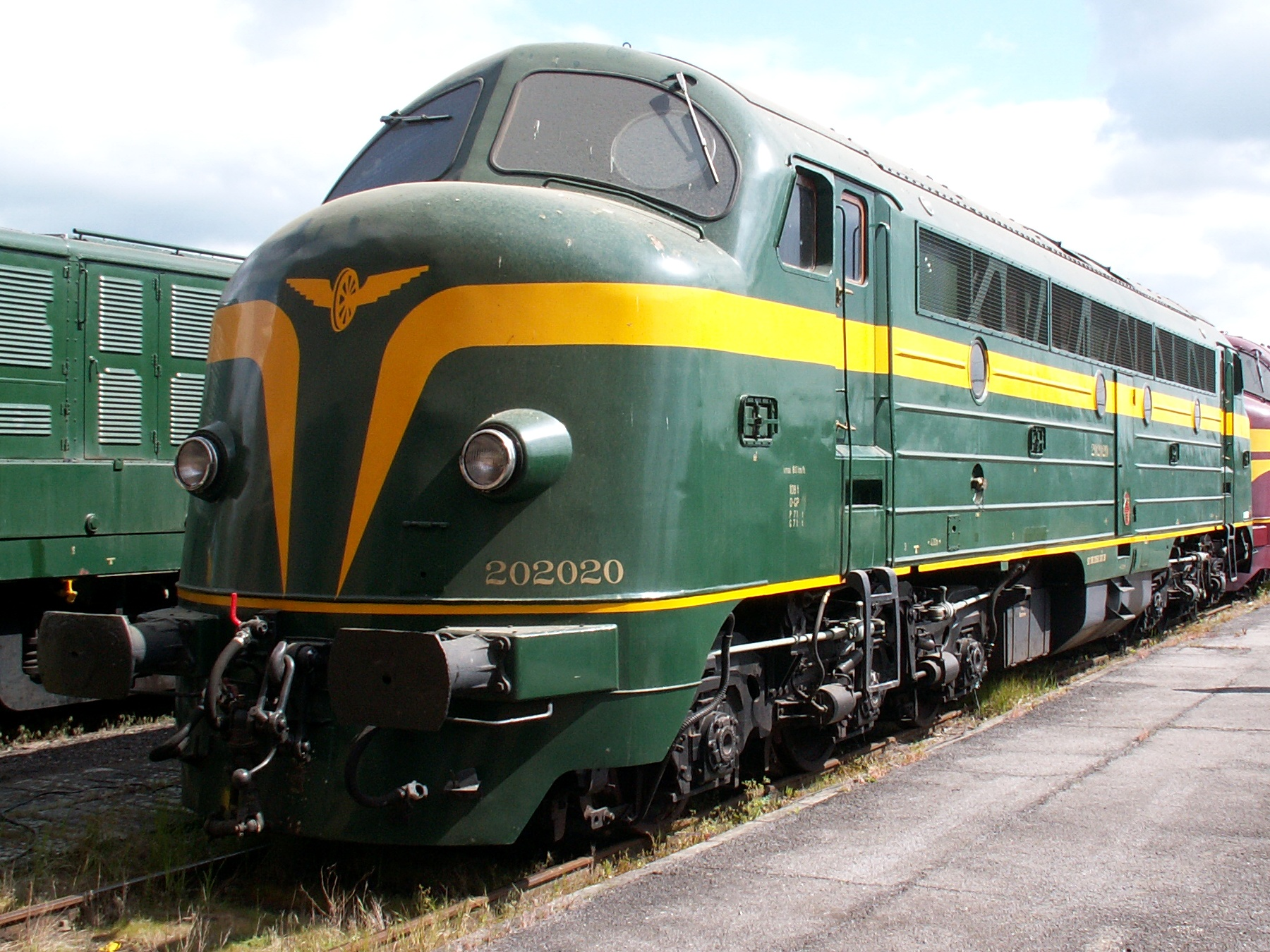
Dieselelektrische Lokomotive 1602 der CFL, umlackiert als belgische 202.020

1954 bestellte die Nationale Gesellschaft der Belgischen Eisenbahnen (NMBS/SNCB) bei AFB 40 dieselelektrische Streckenlokomotiven. Die weitgehend mit den NOHAB AA16 identischen Maschinen – selbst das Fahrpult wurde trotz des Linksverkehrs auf der rechten Seite angeordnet – entstanden als Baureihen 202 (mit Dampfheizkessel) für den Reisezug- und 203 (ohne Heizkessel) für den Güterzugdienst. Die vier zuletzt gelieferten Loks der Baureihe 204 wiesen ein verändertes Getriebe und eine größere Höchstgeschwindigkeit auf. Die dritt- bis sechstgebaute Maschine wurden an die Société Nationale des Chemins de Fer Luxembourgeois (CFL) nach Luxemburg ausgeliefert.
Im Jahr 1964 wurde die Société Anonyme des Ateliers Germain aufgekauft und der Firmenname änderte sich in Société Anglo-Germain. Fehlende Aufträge und die Ankündigung einer möglichen Werksschließung führten zu einem Streik, der nationale Beachtung fand und sogar den Premierminister Paul Vanden Boeynants in die Fabrik führte. 1968 meldete der belgische Ableger der einstigen Société Franco-Belge Insolvenz an.